# Porte des Maghrébins (remparts de Jérusalem)
Ne doit pas être confondu avec Porte des Maghrébins (esplanade des Mosquées).
La porte des Maghrébins (anciennement porte des Immondices, en hébreu : שער האשפות ša`ar hā'ašpōt; en arabe : باب المغاربة, Bab al-Maghariba) est une ouverture pratiquée dans les remparts de la vieille ville de Jérusalem.
Elle est située au sud-est du quartier juif de la cité, à proximité de l'angle sud-est de la vieille ville, au sud-ouest du mont du Temple, à environ 15 mètres à l'est de la porte des Tanneurs. Elle est la porte la plus proche du Mur des Lamentations.

## Origine du nom
Le nom de « porte des Immondices » est donné à cette porte d’après un passage du Livre de Néhémie (Ne 3,13-14) qui mentionne une « porte du fumier »[Passage contradictoire] située au sud de la cité de David et ouvrant sur la vallée du Tyropœôn. Ce nom vient du fait que dès le IIe siècle, on sortait les détritus de la ville par celle-ci pour les emporter vers la vallée de Hinnom (Géhenne) prévue à cet effet et qui est toute proche.
Sous la domination musulmane, elle est baptisée Bab al-Maghariba, terme qui signifie, « porte des Maghrébins ».  
Ce nom  fait référence à l'installation dans cette zone de pèlerins venus d'Afrique du Nord au XVIe siècle,.
D'autres appellations sont données à la porte des Maghrébins, telles que « porte du Quartier maghrébin » (باب حارة المغاربة, Bab Harat al-Maghariba) ou « porte de Silwan ».
Dans son œuvre Itinéraire de Paris à Jérusalem, publié en 1811, racontant son périple au Proche-Orient en 1806 et 1807, Chateaubriand mentionne cette porte sous le nom de « porte Sterquilinaire ou du fumier ».

## Histoire
La première mention d'une « porte des Immondices » se trouve dans le Livre de Néhémie (Ne 3,13-14), datant du Ve siècle av. J.-C. ; la porte donne alors sur la vallée du Tyropœôn.
Les fouilles archéologiques ont permis de déterminer l'existence d'un camp de légionnaires romains au voisinage de la porte des Maghrébins. De nos jours on retrouve à proximité de la porte les vestiges d'une voie romaine. Plus tard, pendant l'ère byzantine, la ville de Jérusalem s'agrandit et la porte, qui se situait alors à l'est de la ville, devient une des portes de la face méridionale des fortifications. L'étendue byzantine de la ville de Jérusalem sera préservée lors des premières années de la conquête musulmane. 
Il faudra attendre l'arrivée des Croisés pour assister à des modifications notables au niveau de l'enceinte de la ville. Ces derniers, lors de la conquête, ont détruit d'importantes sections de murailles et ouvert plusieurs brèches avant de les reconstruire, tout en perçant plusieurs portes dont trois sur la face sud des remparts que sont la porte de Sion, la porte des Tanneurs et la porte des Maghrébins. Ces fortifications seront préservées et renforcées par les Ayyoubides à la suite de la conquête de la ville par Saladin.
Bab al-Magharbeh, telle que connue de nos jours, a été construite en 1540 par Soliman le Magnifique à l'endroit de la Porte des Immondices, percée dans une section de l'enceinte hiérosolymitaine datant de l'ère ottomane et construite par-dessus les fondations datant de l'ère ayyoubide. Elle était à l'origine de taille beaucoup plus modeste, mais fut élargie en 1952 alors que la ville est sous contrôle jordanien et ce afin de permettre la circulation d'automobiles.
Après 1967 et la prise de Jérusalem Est par les Israéliens, elle sera de nouveau rénovée par l'architecte Shlomo Aronson.
De nos jours, la porte des Maghrébins permet le passage des bus et des véhicules depuis la ville extra muros vers le mur des Lamentations et le quartier juif.

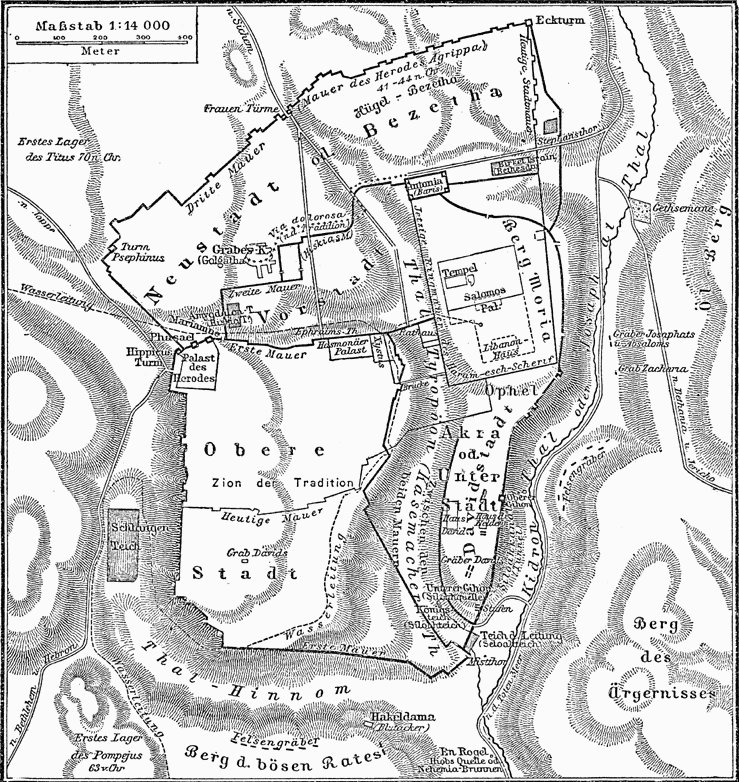
Carte de Jérusalem avec ses remparts à l'époque du Second Temple
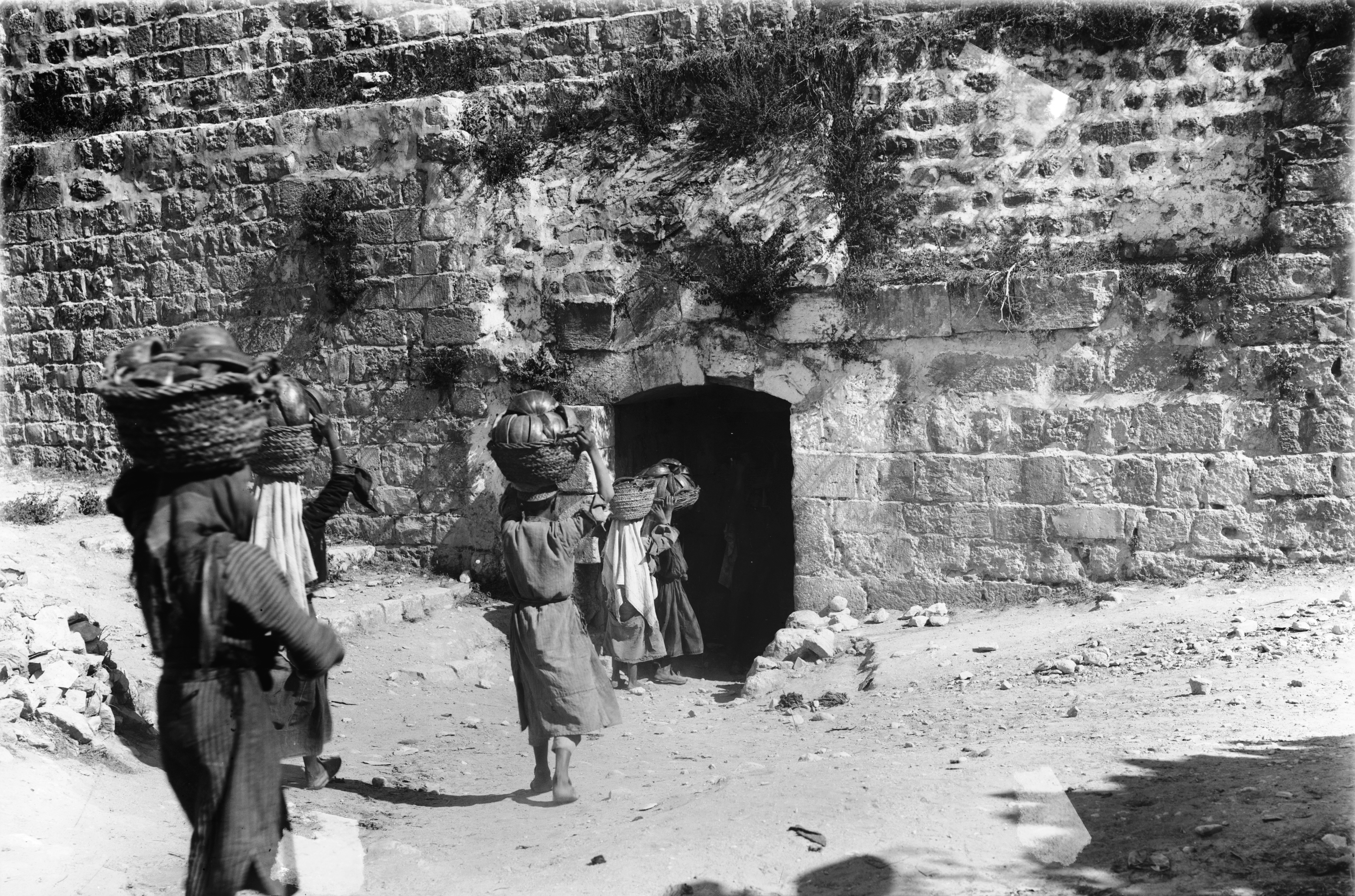
La porte des tanneurs située près de la porte des Maghrébins avant 1952 (Titre de la photo : Dung Gate - Porte du Fumier)
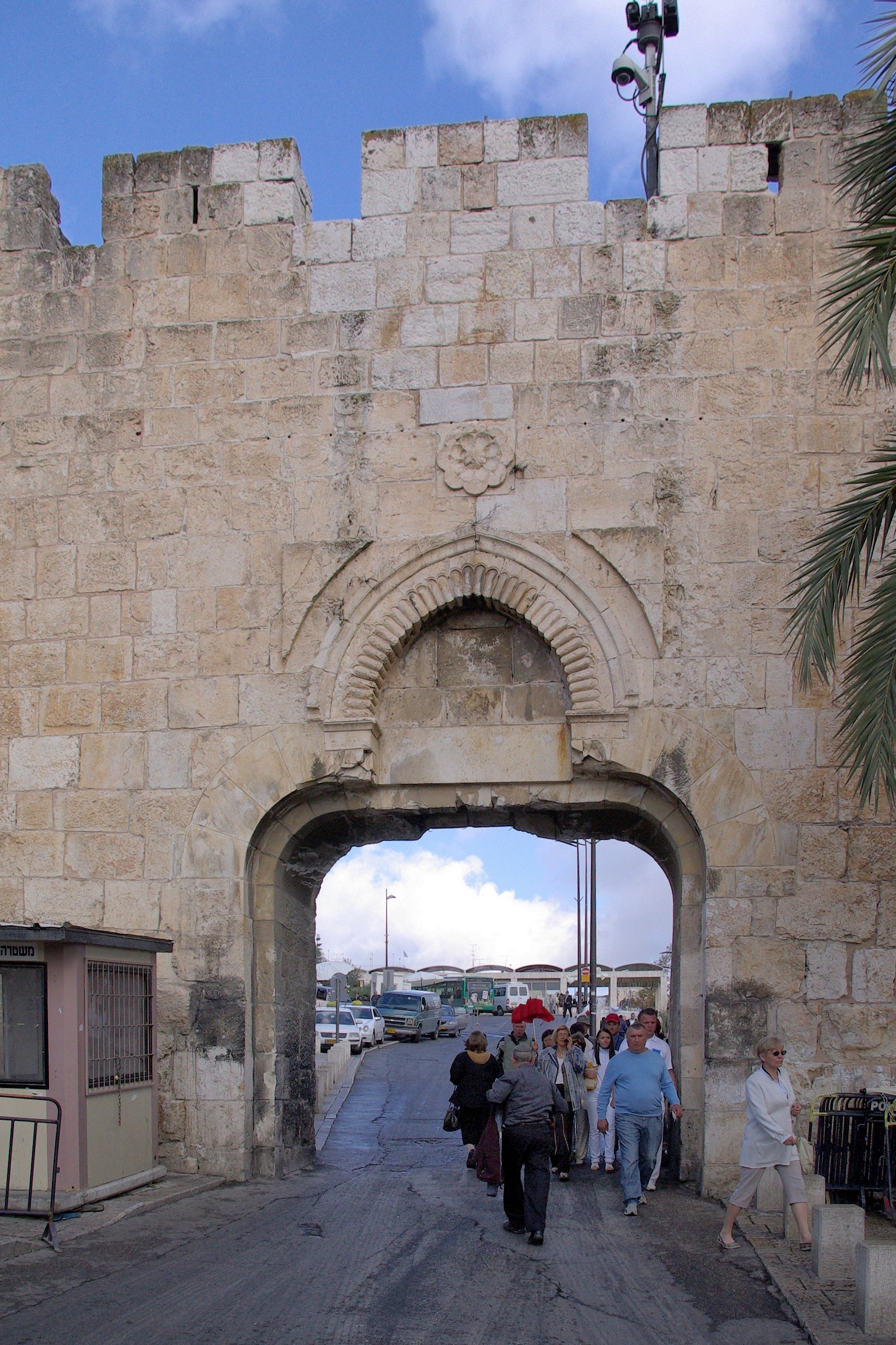
La porte des Maghrébins de nos jours